# Hong Kong New World Tower
Hong Kong New World Tower é um arranha-céu, com 278.3 metros (913 pés). Edificado na cidade de Xangai, República Popular da China, foi concluído em 2002 com 62 andares.